# Хейз, Кэтрин
Кэ́трин Хейз (англ. Catherine Hayes, в замужестве Бушнелл, англ. Bushnell, ирл. Cáitríona Ní hAodha; 1818, Лимерик — 1861, Лондон) — ирландская оперная певица (сопрано), прозванная «Лебедь Ирландии».

## Биография
Девочкой-подростком была служанкой в доме лорда Лимерика и имела привычку петь за уборкой. Епископ Ирландии Нокс, услышав пение девочки, назначил ей стипендию для обучения в Дублине у итальянского педагога Антонио Сапио. В 1839 году Хейз дала в Дублине первый концерт, семью годами позже пела в главной партии в миланской Ла Скала (после курса обучения у миланского музыкального педагога Феличе Ронкони), а в 1849 году выступила перед королевой Викторией. В 1850 году Хейз выступила в родном Лимерике в главной партии оперы Винченцо Беллини «Сомнамбула». В 1850-е годы Хейз особенно много гастролировала в США, в 1857 году в Сан-Франциско вышла замуж за своего импресарио Уильяма Эвери Бушнелла — улица, на которой состоялась свадьба, была названа её именем. Хейз считается самой высокооплачиваемой певицей своего времени.